# اتفاق ميونخ (سوريا)
اتفاق ميونيخ بخصوص الأزمة السورية توصلت إليه الولايات المتحدة وروسيا والقوى الإقليمية فجر الجمعة الموافق 12 فبراير 2016 بعد أكثر من سبع ساعات من المفاوضات على هامش مؤتمر ميونيخ الدولي للأمن والسياسات الدفاعية- لإحياء محادثات جنيف للسلام في سوريا ووقف نزوح المدنيين.
جاء الاتفاق في ثلاث صفحات صاغها وزير الخارجية الأميركي جون كيري، وناقش تفاصيله مع 17 وزير خارجية في مقدمتهم نظيره الروسي سيرغي لافروف، وممثل للأمين العام للأمم المتحدة، ومسؤولة السياسة الخارجية للاتحاد الأوروبي فيديريكا موغيريني، وأمين عام الجامعة العربية نبيل العربي.

## بنود الاتفاق
وتضمن اتفاق ميونيخ -الذي أعلنت الخارجية الأميركية أنه سيتم الالتزام ببنوده من خلال «فرقة عمل لوقف إطلاق النار» برعاية الأمم المتحدة وقيادة مشتركة من قبل روسيا والولايات المتحدة- خطة ثلاثية البنود تهدف إلى تحقيق ما يلي:
1- تخفيف حدة العنف تدريجيًا بسوريا وصولا إلى «وقف المعارك» في كامل البلاد في غضون أسبوع، من خلال «وقف الأعمال العدائية» بهدنة عسكرية مدتها أسبوع بين قوات النظام السوري وفصائل المعارضة. لكن الاتفاق لا يلزم روسيا بإيقاف هجماتها الجوية في سوريا، كما لا يستثني من وقف الاستهداف تنظيم الدولة الإسلامية وجبهة النصرة والتنظيمات المصنفة في «قائمة الإرهاب» لدى مجلس الأمن الدولي.
2- زيادة المساعدات الإنسانية الغذائية والأدوية وتسريع إيصالها بالسيارات أو بإلقائها جوا إلى السوريين في «المدن المحاصرة أو التي يصعب الوصول إليها»، خلال أسبوع من توقيع الاتفاق وبشكل متزامن. وسيوكل الإشراف على إدخال المساعدات الإنسانية للمحاصرين السوريين إلى «مجموعة عمل» أممية خاصة مكلفة بتقديم «تقارير أسبوعية» عن سير عملها.
3- مواصلة مباحثات جنيف 3 للحل السياسي، وتحقيق عملية الانتقال السياسي خلال ستة أشهر برقابة الأمم المتحدة، وتحضير مسودة دستور جديد، وإجراء انتخابات «عادلة وحرة» خلال 18 شهرا، وتشكيل هيئة حكم انتقالي طالب بها المجتمع الدولي منذ سنوات.

## ردود الفعل
وقد أثار اتفاقُ ميونيخ ردودَ فعل تراوحت بين الترحيب المتحفظ والشكوك في إمكانية تطبيقه على أرض الواقع. إذ يرى الكثير من المراقبين أن ثمة تفاصيل رئيسية تتعلق ببنود الاتفاق بقيت من دون معالجة، مما سيعرقل تطبيقه ويفرغه من مضمونه.
ومن أبرز تلك العراقيل الغموض الذي يكتنف موعد بدء تطبيق الهدنة بالضبط، ومن سيضعها موضع التنفيذ، وما هي المناطق التي ستشملها الهدنة، ومَن الفصائلُ النشطة على الأرض التي ستقبل بها، وكيفية إيصال المساعدات بالسرعة المطلوبة.